# Francesco Leprino
Francesco Leprino (Ficarra, 1953) è un regista e musicologo italiano.
Considerato unico l'apporto alla divulgazione musicale attraverso il suo cinema che mette al centro proprio la musica classica.

## Biografia

### Studi (1970 - 1987)
Suona nei gruppi rock dal 1968 al 1976; nel 1977 pubblica un Long playing di musica sperimentale (Integrati... disintegrati), che verrà ripubblicato in CD nel 1991, 2010, 2015.
Studia chitarra al Conservatorio di Messina, armonia e contrappunto a Milano e segue i corsi di composizione all’Accademia Musicale Chigiana di Siena. Contemporaneamente si laurea in Scienze Politiche internazionali all’Università degli Studi di Messina e in Musicologia al DAMS presso l'Università di Bologna con il massimo dei voti.

### Insegnamento (1980 - 2023)
- Cattedra nella Scuola dell’obbligo di Educazione Musicale
- Cattedra di Storia della Musica Europea presso l’Istituto Superiore di Musicologia di Milano
- 2001-2003: Cattedra presso l'Università degli Studi di Milano-Bicocca, Facoltà di Scienze della Formazione (Semiologia della Musica e arti visive)
- Seminari su Audiovisione e Musica nel cinema presso Conservatori diversi.
- Dal 2022: inizio corsi sull'audiovisione presso l'Università degli Studi di Genova

### Musicologia e divulgazione (1980 - 2000 ca)
Dagli anni ’80 collabora con parecchie riviste musicali e alcuni quotidiani: Musica & Dossier, Musica/Realtà, La Rivista Illustrata del Museo Teatrale alla Scala, Civiltà Musicale, Nuova Consonanza, L’Erba Musica,  Musica Domani,  Rivista italiana di musicologia, Analisi, Musica e Arte, Il Giornale della Musica, Cinema e Psicanalisi, Materiali di Estetica, Il Manifesto, Corriere della Sera ecc. Scrive programmi di sala per Angelicum, Milano Musica, Pomeriggi Musicali, Piccolo Teatro Studio, Barbican Hall e Purcell Room di Londra, Amici della Musica di Cagliari e varie stagioni musicali. Pubblica saggi in volumi musicologici, partecipa a convegni vari come relatore e coordinatore.
Negli anni ’80 fonda l’Associazione Al Gran Sole, organizzando numerose rassegne musicali e cicli di conferenze divulgative sulla percezione della musica, con particolare riguardo alla musica del Novecento e contemporanea.
Pubblica un volume nei Quaderni di Musica/Realtà: “La musica dal vivo nel territorio regionale lombardo ”, quindi il volume "L’orecchio del Mercante” per l’editore  Eurarte.
Dal 1991 al 2001 cura la rivista Ricordi Oggi, redigendo articoli e curando interviste con i maggiori compositori. In qualità di redattore segue cataloghi di compositori contemporanei e collane di divulgazione musicale. Svolge la medesima attività negli anni a venire per l’editore Rai Trade.

### Regia e produzione (1995 - 2020)
Dal 1995 si occupa di audiovisione, tenendo corsi universitari, seminari, conferenze, Master Class (nei Conservatori di Milano, Roma, Bologna, Brescia, Genova, Torino, Reggio Emilia ecc) e soprattutto realizzando video antologici e sperimentali, documentari e film, in qualità di regista e produttore.
Queste opere hanno lusinghieri riscontri di critica su tutte le maggiori testate di quotidiani, nonché su tutte le maggiori riviste musicali italiane, sono pubblicate in DVD, sono selezionate e premiate in autorevoli festival, trasmesse da Rai 1, Rai 5, Rai Sat Cinema, Sky Classica HD e proiettate in parecchie centinaia di prestigiose istituzioni in Italia, Germania, Danimarca, Spagna, Portogallo, Irlanda, Belgio, Olanda, Svezia, Canada, Messico, Stati Uniti, Malta.
A questi film partecipano scrittori e teorici come José Saramago, Douglas Hofstadter, Alberto Basso, Quirino Principe, Gillo Dorfles, Salvatore Natoli ecc.; attori come Bruno Ganz, Carlo Cecchi, Arnoldo Foà, Sonia Bergamasco ecc.; musicisti e compositori come Ton Koopman, Stefano Bollani, Salvatore Sciarrino, Giorgio Gaslini, Emilia Fadini, Gustav Leonhardt, Ramin Bahrani, Daniele Gatti, Hilliard Ensemble ecc.
I suoi lavori sono commissionati, fra gli altri, da:  Milano Musica, Conservatorio Giuseppe Verdi (Milano),  Centro San Fedele,  Società del Quartetto di Milano, Comune di Milano, Provincia di Milano, Orchestra Sinfonica Giuseppe Verdi di Milano, Teatro Regio (Torino), Teatro Comunale di Bologna,  Società Italiana di Musicologia,  Amici del Loggione del Teatro alla Scala,  Accademia di Musica Antica di Milano,  Conservatorio di Castelfranco Veneto…
I suoi film sono presentati da musicisti e musicologi quali Quirino Principe, Giovanni Acciai,  Carolyn Gianturco, Alessandro Solbiati,  Archiviato il 7 novembre 2018 in Internet Archive. Cesare Fertonani, Angelo Foletto, Carlo M. Cella,  Roberto Favaro,  Raffaele Mellace, Guido Salvetti, Giacomo Manzoni, Antonio Ballista,  Filippo del Corno…; da intellettuali, filosofi e poeti quali Salvatore Natoli, Gillo Dorfles, Lea Vergine, Giancarlo Pontiggia,  Guido Oldani, Giancarlo Majorino,  Archiviato il 16 aprile 2021 in Internet Archive. Luca Scarlini,  Giovanni Iudica

## Principali film e documentari prodotti
- MANZONI90. Per i 90 anni di Giacomo Manzoni  (docufilm, 90', 2022)
- Inside El Cimarrón. In fuga per la libertà. Basato su El CImarrón, di H.W. Henze (Film, 73', 2021)
- La corda spezzata, Un Musical barocco su Alessandro Stradella (Film, 90’, 2019)
- La guerra del tempo. Poesie di Gillo Dorfles lette da lui medesimo (Documentario, 44’, 2017)
- O dolorosa gioia. Un film sulla musica di Carlo Gesualdo da Venosa  (Film, 90’, 2015)
- Sul nome B.a.c.h. Contrappunti con l’Arte della fuga (Film, 115’, 2011)
- Piano Liszt. Un secolo di cinema con Franz Liszt  (Documentario, 111’, 2011)
- Attraverso il tempo attraversato dal tempo. Conversazioni con Gillo Dorfles (Documentario, 63’, 2007)
- Un gioco ardito. Dodici variazioni tematiche su Domenico Scarlatti  (Film, 100’, 2006)
- In casa mia v’aspetto! Mozart a Vienna  (Docufilm, 90’, 2005)
- In cento ben pugnate battaglie. Verdi: 100 anni di vita sullo schermo a 100 ani dalla morte in 100 film per 100 minuti  (Documentario, 100’, 2001)
- Clips und Klang. 12 studi su luoghi dello sguardo, dell’ascolto, della mente…  (Video, 60’, 1998)
- L’ascolto dell’immagine. Cento film per cento anni  (Documentario, 120’, 1995)

## Principali luoghi di proiezione
- Istituti Italiani di Cultura: Amburgo, Berlino, Copenaghen, Colonia, Madrid, Lisbona, Stoccolma, Bruxelles, Amsterdam, Dublino, Porto.
- Teatri: Piccolo Teatro, Dal Verme, San Fedele, Auditorium di Milano; Donizetti di Bergamo, Comunale di Bologna, Regio di Torino, Carlo Felice di Genova, Ponchielli di Cremona
- Musei: Palazzo delle Esposizioni, Museo Macro di Roma; Palazzo Reale, Museo del Novecento, Galleria d’Arte Moderna, EXPO 2015, Triennale, Diocesano, Mazzotta di Milano; Villa Reale di Monza; Revoltella di Trieste; Farnese di Piacenza; MART di Rovereto; Palazzo Reale e Palazzo Rosso di Genova, Museo Internazionale della Musica di Bologna.
- Biblioteche: Marciana di Venezia; Statale di Gorizia e Trieste; Berio di Genova.
- Università: Milano (Statale, Cattolica, Politecnico, IULM, Bocconi, Accademia di Brera), Roma Tre, Bologna, Genova, Cagliari, Montréal, Trento, Venezia (Cà Foscari), Tour (Francia)
- Cinema: Azzurro Scipioni di Roma; Spazio Oberdan, Anteo e Arianteo, Cineteca Italiana, Arlecchino di Milano; Sivori e Cappuccini di Genova; Arsenale di Pisa; Vittoria di Torino; Cristallo di Reggio Emilia; Terminale di Prato; Apollo di Messina…
- Festival musicali: MITO di Torino e Milano; Accademia Nazionale di Santa Cecilia; Ravenna Festival; Laberinthos Sonoros di Città del Messico; Early Music Festival di Stoccolma; Festival Monteverdi di Cremona; Suoni e Visioni, Milano Musica di Milano; Anfossi di Genova, Centro di Musica Antica di Napoli…
- Festival cinematografici: Not Still Art Festival di New York; INVIDEO di Milano; Valdarno Cinema Fedic (premio Marzocco); Premio Bizzarri di Ascoli Piceno; Cortoperscelta di San Benedetto del Tronto;  Busto Arsizio Film Festival; Sguardi Altrove di Milano…
- Conservatori di Musica: Milano, Genova, Palermo, Messina, Matera, Venezia, Riva del Garda, Brescia, Reggio Calabria, Roma, Pavia, Bologna, Castelfranco Veneto, Mantova, Parma, Vicenza, Torino, Reggio Emilia…
- Varie: Comune di Milano, Provincia di Milano e Regione Lombardia; BMG Ricordi, Steinway & Sons, Società Italiana di Musicologia, Accademia Filarmonica di Bologna…